# Scurrula buddleioides
Scurrula buddleioides är en tvåhjärtbladig växtart som först beskrevs av Louis Auguste Joseph Desrousseaux, och fick sitt nu gällande namn av George Don jr. Scurrula buddleioides ingår i släktet Scurrula och familjen Loranthaceae. Utöver nominatformen finns också underarten S. b. heynii.